# Zeta Tauri
Zeta Tauri (ζ Tauri, ζ Tau) ist ein Be-Stern im Sternbild Taurus. Er besitzt eine mittlere scheinbare Helligkeit von 3,0 mag und ist rund 400 Lichtjahre entfernt. ζ Tauri ist ein spektroskopischer Doppelstern mit einer Umlaufperiode von 133 Tagen.
In der historischen chinesischen Astronomie ist sein Eigenname Tian Guan (chinesisch 天關 / 天关, Pinyin Tiānguān, W.-G. Tien Kwan – „der himmlische Gebirgspass“). Ein anderer Eigenname ist Alheka (vermutlich arab. für „weißer Fleck“).
Als ekliptiknaher Stern kann ζ Tauri vom Mond und (sehr selten) von Planeten bedeckt werden.

## Eigenschaften
Das System gilt aktuell als bedeckungsveränderlich. Gemäß dem Modell ist der massereichere Stern mit 11,2 M☉ etwas über 1 AE vom Begleiter mit einer Masse ähnlich der Sonne. Über den Begleiter ist aktuell noch wenig bekannt, er könnte jedoch Spektralklasse G haben.